# Mjölgråskivling
Mjölgråskivling (Tephrocybe rancida) är en svampart som först beskrevs av Elias Fries, och fick sitt nu gällande namn av Donk 1962. Tephrocybe rancida ingår i släktet Tephrocybe och familjen Lyophyllaceae.   Inga underarter finns listade i Catalogue of Life.
I den svenska databasen Dyntaxa används istället namnet Lyophyllum rancidum för samma taxon.  Arten är reproducerande i Sverige.

## Bildgalleri

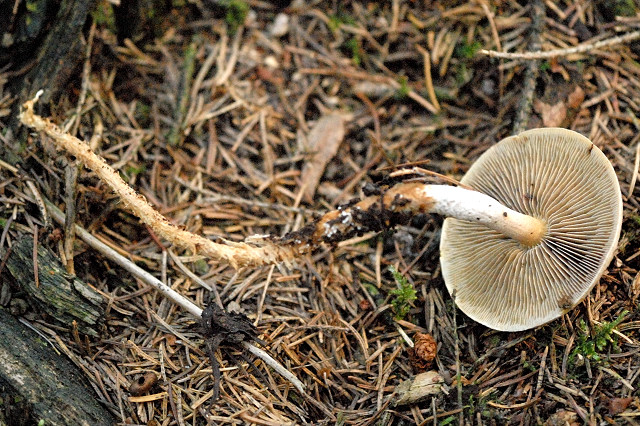